# Interspecies Reviewers
Interspecies Reviewers (異種族レビュアーズ, Ishuzoku Rebyuāzu) est une série de manga écrite par Amahara et dessinée par masha. L'histoire dépeint les péripéties comiques et bouillonnantes d'un groupe d'aventuriers de divers espèces parcourant les divers « cabarets » des nombreuses ethnies de leur monde pour rédiger des critiques. Le manga est prépublié dans le webzine Doradora Sharp# de KADOKAWA en partenariat avec Niconico Seiga depuis août 2016.
Une adaptation en une série télévisée d'animation par le studio Passione est diffusée pour la première fois entre le 11 janvier et le 28 mars 2020,.

## Intrigue
Dans un monde où il existe de nombreuses et différentes espèces humanoïdes et où la prostitution est légale, il existe différents « cabarets » pour chaque type d'espèce gérées par des « succubes ». Comme chaque espèce a des opinions différentes sur la façon dont chaque courtisane travaille pour elle, divers visiteurs de maisons closes sont devenus des critiques, évaluant leurs expériences avec divers succubes et les affichant dans le bistrot du coin. La série se concentre en grande partie sur un humain nommé Stunk, un elfe nommé Zel et un ange nommé Curimvael.

## Personnages

### Critiques
Stunk (スタンク, Sutanku)
Voix japonaise : Junji Majima,, Chinatsu Akasaki (femme)
Un aventurier humain et l'un des principaux critiques. Il privilégie l'apparence quand il s'agit de succubes.
Zel (ゼル, Zeru)
Voix japonaise : Yūsuke Kobayashi,, Hisako Kanemoto (femme)
Un aventurier elfe et l'un des principaux critiques. Il privilégie les succubes qui ont un niveau de mana élevé.
Curimvael (クリムヴェール, Kurimuvēru)
Voix japonaise : Miyu Tomita,
Un ange à l'auréole cassée qui est sauvé par Stunk et Zel et travaille au bistrot. Bien que Curimvael est hermaphrodite, possédant à la fois des organes génitaux masculins et féminins, il choisit de s'identifier comme un homme afin d'éviter l'attention indésirable de Stunk et Zel.
Kanchal (カンチャル, Kancharu)
Voix japonaise : Kaede Yuasa (ja),
Un critique lilluputien.
Blues (ブルーズ, Burūzu)
Voix japonaise : Kenji Hamada
Un critique bestian.
Samturn (サムターン, Samutan)
Voix japonaise : Yūki Inoue (ja)
Un critique démon.
Narugami (ナルガミ)
Voix japonaise : Kengo Kawanishi
Un critique lamia.
Lulu (ルルゥ, Ruru)
Un critique de fées honoraire.
Delibel (デリベル, Deriberu)
Un critique vampire.

### Succubes
Elma (エルマ, Eruma)
Voix japonaise : Momoyo Koyama,
Un succube elfe. Elle est souvent méprisée par les espèces non humaines pour avoir plus de 500 ans.
Mitsue (ミツエ, Mitsue)
Voix japonaise : Kyō Yaoya (ja),
Un succube humain d'âge moyen. Malgré son apparence physique, elle est une favorite de Zel en raison de ses niveaux élevés de mana.
Mii (みー, Mī)
Voix japonaise : Carin Isobe (ja),
Un succube fille-chatte.
Okpa (オクパ, Okupa)
Voix japonaise : Mari Hino (ja),
Un succube aux tentacules. Zel la décrit comme un « Dagon ».
Eldry (エルドリー, Erudorī)
Voix japonaise : Rei Matsuzaki (ja),
Un succube harpie.
Aloe (アロエ, Aroe)
Voix japonaise : Yōko Hikasa,
La gérante d'un cabaret de succubes fées.
Milky (ミルキー, Mirukī)
Voix japonaise : Yuri Katō (ja),
Un succube minotaure aux yeux bleus et à la peau bronzée.
Ginny (ギニー, Ginī)
Voix japonaise : Yuka Nukui (ja),
Un succube minotaure aux yeux verts.
Elza (エルザ, Eruza)
Voix japonaise : Makoto Koichi (ja),
Un succube hyène.
Piltia (ピルティア, Pirutia)
Voix japonaise : Shiori Izawa,
Un succube lilliputien.
Roana (ローナ, Rōna)
Voix japonaise : Takako Tanaka (ja),
Un succube elfe.
Tiaplate (ティアプレート, Tiapurēto)
Voix japonaise : Natsumi Takamori,
Un succube salamandre.

### Autres
Maidrea (メイドリー, Meidorī)
Voix japonaise : M.A.O,
Une serveuse harpie du bistrot dans lequel le groupe de critiques affichent leurs expériences des cabarets qu'ils ont visité dernièrement.

## Productions et supports

### Manga
Interspecies Reviewers (異種族レビュアーズ) est écrit par Amahara et dessiné par masha. Un one shot spécial a été publié dans le magazine de prépublication de seinen manga Monthly Dragon Age en juillet 2016. La série est officiellement lancée dans le webzine Doradora Sharp# de KADOKAWA en partenariat avec Niconico Seiga depuis le 19 août 2016. Les chapitres sont rassemblés et édités dans le format tankōbon par Fujimi Shobo avec le premier volume publié en septembre 2017 ; la série compte au total onze volumes tankōbon.
En Amérique du Nord, le manga est publié par la maison d'édition Yen Press depuis novembre 2018,. En France, la série est éditée par Ototo depuis le 9 juillet 2021.

#### Liste des volumes
| no                                                                   | Japonais         | Japonais                                                                  | Français          | Français          |
| no                                                                   | Date de sortie   | ISBN                                                                      | Date de sortie    | ISBN              |
| -------------------------------------------------------------------- | ---------------- | ------------------------------------------------------------------------- | ----------------- | ----------------- |
| 1                                                                    | 8 septembre 2017 | 978-4-04-072434-8                                                         | 9 juillet 2021    | 978-23-7717-390-7 |
| 2                                                                    | 7 décembre 2018, | 978-4-04-072970-1 (édition standard) 978-4-04-072974-9 (édition spéciale) | 24 septembre 2021 | 978-23-7717-391-4 |
| Extra : L'édition spéciale de ce volume est comprise avec un livret. |                  |                                                                           |                   |                   |
| 3                                                                    | 9 juillet 2019   | 978-4-04-073257-2                                                         | 26 novembre 2021  | 978-23-7717-436-2 |
| 4                                                                    | 9 janvier 2020   | 978-4-04-073460-6                                                         | 25 février 2022   | 978-23-7717-442-3 |
| 5                                                                    | 9 septembre 2020 | 978-4-04-073793-5                                                         | 24 mars 2023      | 978-23-7717-465-2 |
| 6                                                                    | 8 mai 2021       | 978-4-04-074099-7                                                         | 25 août 2023      | 978-23-7717-487-4 |
| 7                                                                    | 9 décembre 2021  | 978-4-04-074382-0                                                         | 26 janvier 2024   | 978-23-7717-559-8 |
| 8                                                                    | 8 novembre 2022  | 978-4-04-074755-2                                                         | 30 août 2024      | 978-23-7717-599-4 |
| 9                                                                    | 9 août 2023      | 978-4-04-075074-3                                                         | 23 mai 2025       | 978-23-7717-652-6 |
| 10                                                                   | 7 juin 2024      | 978-4-04-075470-3                                                         |                   |                   |
| 11                                                                   | 7 mars 2025      | 978-4-04-075832-9                                                         |                   |                   |

### Anime
Une adaptation en série télévisée d'animation par le studio Passione a été révélée par KADOKAWA en juin 2019,. Celle-ci est réalisée par Yuki Ogawa avec les scripts écrits par Kazuyuki Fudeyasu et les character designs de Makoto Uno, accompagnée d'une bande originale composée par Kotone Uchihigashi chez KADOKAWA,. Douze épisodes composent la série, répartis dans trois coffrets Blu-ray/DVD. La série est diffusée pour la première fois au Japon entre le 11 janvier et le 28 mars 2020 sur AT-X, et un peu plus tard avec une version censurée sur Tokyo MX, BS11, KBS et SUN,. Le 7 février, Tokyo MX a annulé la diffusion de la série en raison de « changements dans les circonstances au sein de la chaîne » ; le 18 février, SUN a également annulé la diffusion de la série à la demande de la direction de la société. Gifu Broadcasting (GBS) diffuse la série depuis le 29 février 2020 ; BBC l'a diffuse depuis 8 mars.
Wakanim détient les droits de diffusion en simulcast de la série dans les pays francophones ; mais également en Allemagne, en Autriche et dans les pays russophones,. En Amérique du Nord, la série avait initialement été acquise par Funimation, avec la diffusion en simulcast des trois premiers épisodes sous-titrés et le premier doublé en anglais, mais le 31 janvier 2020, il a été décidé de retirer la série de son catalogue car « elle sortait des standards de l'entreprise » ; Wakanim a également arrêté la diffusion de la série dans les pays nordiques, toutefois, AnimeLab a choisi de maintenir la diffusion en Australie et en Nouvelle-Zélande mais les futurs épisodes seront retardés pour « l'ajustement de [leur] approvisionnement du matériel ». Amazon Prime Video a également retiré la série de son catalogue le 6 février.
Les chansons de l'opening et de l'ending, respectivement intitulées Ikōze☆Paradise (イこうぜ☆パラダイス) et Hanabira ondo (ハナビラ音頭), sont interprétées par Junji Majima, Yūsuke Kobayashi et Miyu Tomita sous le nom de leur personnage,.

## Accueil
En août 2017, la série est classée 16e dans la catégorie « Web Manga » d'après les votes pour la troisième édition des Next Manga Awards, organisés par le magazine Da Vinci de Media Factory et le site web Niconico.

### Annotations
1. 1 2 3  Anciennement connu Doradora Dragon Age (ドラドラドラゴンエイジ, Dora Dora Doragon Eiji?), le service a été renommé par Kadokawa en Dora Dora Sharp# (ドラドラしゃーぷ#, Dora Dora Shāpu?) en décembre 2018[1].
2. ↑  Uniquement les cinq premiers épisodes ont été diffusés sur SUN après que la diffusion de la série soit annulée[2].
3. ↑  Uniquement les quatre premiers épisodes ont été diffusés sur Tokyo MX après que la diffusion de la série soit annulée[3].

### Sources
1. ↑  (en) Rafael Antonio Pineda, « Dragon Age Magazine Relaunches Online Manga Channel : Dora Dora Sharp# site launched on Friday », sur Anime News Network, 7 décembre 2018 (consulté le 8 février 2020)
2. 1 2  (en) Egan Loo, « Interspecies Reviewers Anime's Airing on Kobe's Sun TV Canceled : Anime continues to run on KBS Kyoto, BS11, AT-X in Japan », sur Anime News Network, 18 février 2020 (consulté le 18 février 2020)
3. 1 2  (en) Rafael Antonio Pineda, « Interspecies Reviewers Anime's Japanese Tokyo MX Airing Canceled : Anime continues to air on KBS Kyoto, Sun TV, BS11, AT-X in Japan », sur Anime News Network, 7 février 2020 (consulté le 8 février 2020)
4. 1 2 3  (en) Crystalyn Hodgkins, « Interspecies Reviewers Anime Reveals Cast, More Staff, Visual, January Premiere : Cast performs opening, ending theme songs », sur Anime News Network, 1er novembre 2019 (consulté le 2 février 2020)
5. 1 2  (ja) « 「異種族レビュアーズ」サラマンダー娘の熱で女体焼肉、異世界の性風俗コメディ », sur natalie.mu,‎ 7 septembre 2017 (consulté le 2 février 2020)
6. 1 2  (ja) « 異種族レビュアーズ », sur Niconico Seiga (consulté le 2 février 2020)
7. 1 2  (en) Crystalyn Hodgkins, « Interspecies Reviewers Anime's Promo Video Reveals January 11 Premiere : Video also previews opening theme song sung by 3 cast members », sur Anime News Network, 6 décembre 2019 (consulté le 2 février 2020)
8. 1 2  (ja) « ON AIR », sur Site officiel (consulté le 2 février 2020)
9. 1 2 3 4 5 6 7 8 9 10 11 12 13 14 15 16 17 18  (ja) « STAFF&CAST », sur Site officiel (consulté le 2 février 2020)
10. 1 2 3 4 5 6 7 8 9 10 11 12 13 14 15 16 17  (ja) « 「異種族レビュアーズ」KV公開、ムフフなお店で働く嬢役キャストも一挙解禁 », sur natalie.mu,‎ 1er novembre 2019 (consulté le 2 février 2020)
11. 1 2  (en) Rafael Antonio Pineda, « Interspecies Reviewers Manga Gets TV Anime in Winter 2020 : Miru Tights' Yuki Ogawa directs anime about reviewers of monster girls in red-light district », sur Anime News Network, 27 juin 2019 (consulté le 2 février 2020)
12. ↑  (ja) « 【3月7日付】本日発売の単行本リスト », sur natalie.mu,‎ 7 mars 2025 (consulté le 7 mars 2025)
13. ↑  (en) Karen Ressler, « Yen Press Licenses Hakumei and Mikochi, Chio's School Road Manga, 'Do You Like Your Mom?' Light Novels : Also: Interspecies Reviewers, Choujin-Kokoseitachi wa Isekai demo Yoyu de Ikinuku Yodesu! manga », sur Anime News Network, 31 mars 2018 (consulté le 2 février 2020)
14. ↑  (en) « Interspecies Reviewers, Vol. 1 : By Amahara, Masha », sur Yen Press, 13 novembre 2018 (consulté le 2 février 2020)
15. ↑  « Le manga Interspecies Reviewers sortira chez Ototo !, 18 Juin 2021 », sur manga-news.com (consulté le 28 août 2021)
16. ↑  (ja) « 異世界の性風俗を男どもがやいのやいの語る「異種族レビュアーズ」2巻に特装版 », sur natalie.mu,‎ 6 décembre 2018 (consulté le 2 février 2020)
17. ↑  (ja) « 「異種族レビュアーズ」TVアニメ化！異種族娘が営むムフフなお店を体験＆採点 », sur natalie.mu,‎ 28 juin 2019 (consulté le 2 février 2020)
18. ↑  (en) Rafael Antonio Pineda, « Interspecies Reviewers Anime Unveils New Ad, 12-Episode Length, January 4 Streaming Preview : Anime of Amahara, masha's fantasy manga premieres on TV on January 11 », sur Anime News Network, 19 décembre 2019 (consulté le 2 février 2020)
19. ↑  (en) Egan Loo, « Interspecies Reviewers Anime Added by Gifu Broadcasting TV Station : Anime still running on KBS Kyoto, BS11, AT-X in Japan, but not Tokyo MX, Sun TV », sur Anime News Network, 26 février 2020 (consulté le 29 février 2020)
20. ↑  (en) Egan Loo, « Biwako Broadcasting TV Station Adds Interspecies Reviewers Anime : Anime still runs on KBS Kyoto, Gifu Broadcasting, BS11, AT-X in Japan, but not on Tokyo MX, Sun TV », sur Anime News Network, 28 février 2020 (consulté le 29 février 2020)
21. ↑  (en) « Les monstrueuses et sexy filles d'Interspecies Reviewers arrivent sur Wakanim », sur manga-news.com, 27 décembre 2019 (consulté le 2 février 2020)
22. ↑  (de) ameheut, « DIE WINTER SERIEN FÜR 2020 SIND HIER! », sur Wakanim, 2 janvier 2020 (consulté le 2 février 2020)
23. ↑  (ru) ameheut, « ОТКРОЙТЕ ДЛЯ СЕБЯ СЕРИАЛЫ ЗИМЫ 2020! », sur Wakanim,‎ 2 janvier 2020 (consulté le 2 février 2020)
24. ↑  (en) Crystalyn Hodgkins, « Funimation to Stream Interspecies Reviewers Anime : Series premieres in Japan on January 11 », sur Anime News Network, 26 décembre 2019 (consulté le 2 février 2020)
25. ↑  (en) Crystalyn Hodgkins, « Funimation Removes Interspecies Reviewers Anime as it 'Falls Outside' Company's Standards : Company began streaming series earlier this month », sur Anime News Network, 31 janvier 2019 (consulté le 2 février 2020)
26. ↑  (en) Crystalyn Hodgkins, « Wakanim, AnimeLab Continue to Stream Interspecies Reviewers Anime in Select Regions (Update) : All 4 episodes of series still available on French Wakanim service after Funimation removed videos on Friday », sur Anime News Network, 2 février 2020 (consulté le 2 février 2020)
27. ↑  (en) Jennifer Sherman, « Amazon Prime Video Removes Interspecies Reviewers Anime : Funimation stopped streaming series on Friday », sur Anime News Network, 6 février 2020 (consulté le 8 février 2020)
28. ↑  (ja) « イこうぜ☆アニメ「異種族レビュアーズ」OP&EDの試聴動画を公開 », sur natalie.mu,‎ 17 janvier 2020 (consulté le 2 février 2020)
29. ↑  (ja) « MUSIC », sur Site officiel (consulté le 2 février 2020)
30. ↑  (ja) « 「次にくるマンガ大賞」発表会、上位入賞者による記念イラストも公開 », sur natalie.mu,‎ 23 août 2017 (consulté le 15 octobre 2018)

### Œuvres
Édition japonaise
1. 1 2  (ja) « 異種族レビュアーズ（１） », sur Monthly Dragon Age, KADOKAWA (consulté le 2 février 2020)
2. 1 2  (ja) « 異種族レビュアーズ（２） », sur Monthly Dragon Age, KADOKAWA (consulté le 2 février 2020)
3. 1 2  (ja) « 異種族レビュアーズ（２）特装版 », sur Monthly Dragon Age, KADOKAWA (consulté le 2 février 2020)
4. 1 2  (ja) « 異種族レビュアーズ（３） », sur Monthly Dragon Age, KADOKAWA (consulté le 2 février 2020)
5. 1 2  (ja) « 異種族レビュアーズ（４） », sur Monthly Dragon Age, KADOKAWA (consulté le 2 février 2020)
6. 1 2  (ja) « 異種族レビュアーズ（5） », KADOKAWA (consulté le 27 juillet 2020)
7. 1 2  (ja) « 異種族レビュアーズ 6 », KADOKAWA (consulté le 28 août 2021)
8. 1 2  (ja) « 異種族レビュアーズ　7 », KADOKAWA (consulté le 22 décembre 2021)
9. 1 2  (ja) « 異種族レビュアーズ　8 », KADOKAWA (consulté le 21 août 2023)
10. 1 2  (ja) « 異種族レビュアーズ　9 », KADOKAWA (consulté le 21 août 2023)
11. 1 2  (ja) « 異種族レビュアーズ　10 », KADOKAWA (consulté le 6 août 2024)
12. 1 2  (ja) « 異種族レビュアーズ　11 », KADOKAWA (consulté le 21 janvier 2025)

Édition française
1. 1 2  « Vol.1 Interspecies Reviewers - Manga », sur manga-news.com (consulté le 28 août 2021)
2. 1 2  « Vol.2 Interspecies Reviewers - Manga », sur manga-news.com (consulté le 22 décembre 2021)
3. 1 2  « Vol.3 Interspecies Reviewers - Manga », sur manga-news.com (consulté le 22 décembre 2021)
4. 1 2  « Vol.4 Interspecies Reviewers - Manga », sur manga-news.com (consulté le 22 décembre 2021)
5. 1 2  « Vol.5 Interspecies Reviewers - Manga », sur manga-news.com (consulté le 21 août 2023)
6. 1 2  « Vol.6 Interspecies Reviewers - Manga », sur manga-news.com (consulté le 21 août 2023)
7. 1 2  « Vol.7 Interspecies Reviewers - Manga », sur manga-news.com (consulté le 6 août 2024)
8. 1 2  « Vol.8 Interspecies Reviewers - Manga », sur manga-news.com (consulté le 6 août 2024)
9. 1 2  « Vol.9 Interspecies Reviewers - Manga », sur manga-news.com (consulté le 7 mars 2025)